# Encuentro de malabaristas

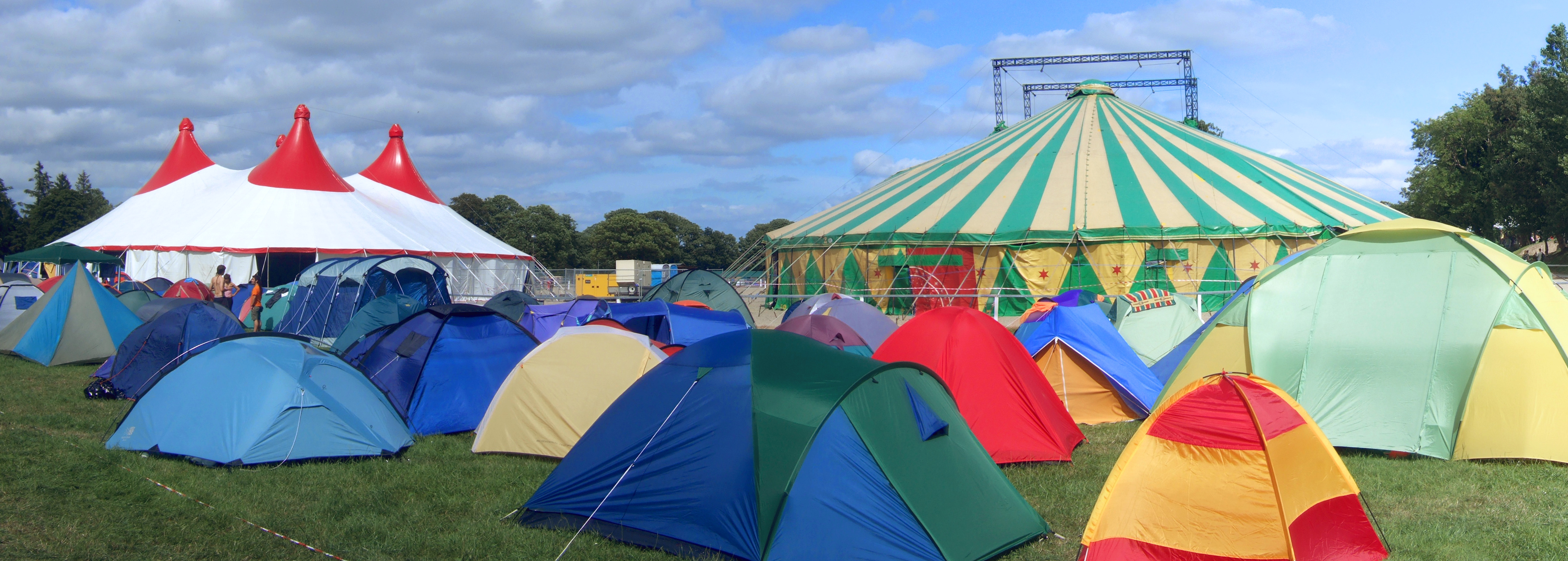
Convención Europea de Malabaristas del 2006 en Millstreet, Irlanda

Muchos países, ciudades o asociaciones organizan periódicamente encuentros de malabaristas. En estas convenciones los malabaristas y artistas de circo se reúnen para intercambiar experiencia y conocimientos. Los encuentros de malabaristas pueden llegar a reunir desde unas pocas decenas de hasta varios miles de artistas.

## Actividades usuales
Normalmente se dispone de una zona principal de práctica libre donde los malabaristas pueden esparcirse para practicar sus habilidades y socializarse. También se suelen organizar talleres formativos en donde los expertos enseñan nuevas habilidades a un grupo reducido de personas. La mayoría de los encuentros incluirá una gala en la que profesionales actuarán para el deleite del público. Diversos juegos y concursos suelen amenizar las convenciones. Existe un concurso muy extendido llamado Renegade que consiste en un escenario abierto al público donde cada uno puede levantarse y hacer prácticamente cualquier cosa. Si al improvisado público le agrada o impresiona, probablemente esa persona sea premiada.

## Tipos de encuentros
Dependiendo la estructura y duración de los encuentros, se pueden clasificar en tres tipos:

### Festivales
Son aquellos encuentros que duran entre 3 y 10 días y reúnen a cientos o miles de personas. La gran mayoría de los asistentes proviene de otro lugar y suele acampar en una zona del encuentro especial para ello. El precio por acampar viene incluido en el precio de la convención. En el recinto suele haber tiendas de malabares, zonas para comprar comida y bebida, comedores, polideportivos o zonas preparadas para practicar, uno o varios escenarios, etc. Tanto durante el día como por la noche se suceden diversos espectáculos, talleres, juegos y galas.
Algunos festivales muy importantes son:
- La Convención Europea de Malabaristas (EJC): Con una duración de entre 7 y 9 días es el encuentro más largo del mundo y cada año se celebra en un lugar de Europa. La primera EJC se celebró en Brighton (Inglaterra) y reunió a 11 malabaristas provenientes de cinco países (Inglaterra, Irlanda, Escocia, Alemania, EE. UU.). Actualmente la EJC acoge a varios miles de personas.[1] En 2022 volvió a España. En la localidad de Tres Cantos organizado por la Asociación Circo Diverso.

- La Convención Británica de Malabaristas (BJC): Dura 5 días y acoge entre 750 y 1000 personas.
- La Convención Israelí de Malabaristas (IJC): Dura 5 días y se celebra en un parque natural de Israel durante las vacaciones de Pascua. Atrae a unos 1000 malabaristas.
- La Convención de Malabaristas de Berlín: Es el encuentro circense más grande de Alemania que reúne a unas 600-800 personas cada año.
- La Convencíón Holandesa de Malabaristas: Encuentro al que asisten cada año unas 500 personas y que se celebra en diferentes ciudades de los PaÍses Bajos.
- La Convención de Malabaristas y Artistas de Circo de Broxford: Dura 9 días y se celebra cada año al suroeste de Inglaterra. Asisten a ella unas 300 personas.
- El Bungay Balls Up: Se celebra en Suffol, Gran Bretaña. Dura 10 días y es un encuentro pequeño.
- La Convención Turca de Malabaristas: Se celebra en Sundance, Antalya y dura 9 días.
- La Convención Suiza de Malabaristas: Dura cuatro días y se celebra en las afueras de Gothenburg.
- La 17° Convención Chilena de Circo y Arte Callejero:, del 15 al 18 de octubre de 2015, se realiza en Camping Los Puentes, Isla de Maipo, Región Metropolitana, Chile y es una de las concurridas de Sudamérica.

### Conferencias
Invariablemente se celebran en Norteamérica. Suelen ser en hoteles o centros de conferencias y raramente tienen lugar en zonas de acampada o centros sociales. Debido a su formato resultan mucho más caros que los encuentros celebrados en Europa. Algunos encuentros de malabaristas importantes que se realizan en centros de congresos son los siguientes:
- El Festival de IJA: Es el gran encuentro de malabaristas más antiguo del mundo. Cada año tiene lugar en una ciudad diferente y reúne a unos 500 asistentes.
- La Convención de la Federación Mundial de Malabaristas: El primer encuentro de la WJF tuvo lugar en Las Vegas en el año 2004 y atrajo a 150-200 personas.

### Un día
Son los encuentros más numerosos y tienen lugar en muchas ciudades del mundo. A lo largo del día se imparten talleres y se organizan juegos, y finalmente por la tarde o por la noche se ofrecen diversos espectáculos. Suelen organizarse en colegios, polideportivos o universidades y normalmente no se facilita la comida y el alojamiento.

## Encuentros de malabaristas y artistas de circo en España
En España existe una gran afición a las artes del circo y cada año se celebran numerosos encuentros de diversa magnitud a lo largo y ancho de la geografía.  Sin duda los más importantes por la cantidad de asistentes que acogen o han acogido son los de Bilbao, Alicante y Zaragoza. Además, hasta en tres ocasiones se han celebrado en España la EJC (años 1986, 1992 y 2009).
Encuentros que se celebran o ha celebrado en España:
- Encuentro de malabaristas y artistas de circo de Bilbao, organizado por Koblakari.
- Encuentro de circo de Alicante organizado por la asociación Donyet Ardit.
- Encuentro de malabaristas y artistas de circo de Villanueva de Gallego (Zaragoza) organizado por la AMZ.
- Encuentro Universitario de Circo de Madrid (EUCIMA) que en la actualidad es el encuentro nacional con mayor número de inscritos.[2]
- Encuentro de Malabares y Circo Circomparte en Tres Cantos organizado por circodiverso.
- En cuentro de Malabaristas de Villareal Malabara't
- Encuentro de Malabaristas "Malabaria" de Herrera de Pisuerga, Palencia
- Encuentro de Malabaristas de Matallana de Torío, León
- Encuentro de Malabaristas de Pradoluengo, Burgos
- Encuentro de Malabaristas y Zancudos "Circolmedo" de Olmedo, Valladolid
- Encuentro de Malabaristas de Albendiego MYAU,
- Encuentro de Malabaristas "Intringulis" de Barcelona organizado por la asociación InExtremis.
- Encuentro de Malabaristas del Txingudi en Fuenterrabía e Irún (Guipúzcoa) organizado por la asociación Jaxenolaf Malabaristas del Txingudi.
- Encuentro de Malabaristas Magma Juggling Convention Arenys del Mar organizado por la asociación MAGMA.

## Los encuentros más antiguos del mundo
Los cuatro encuentros de malabaristas más importantes del mundo son la Convención Británica de Malabaristas (BJC), la Convención Europea de Malabaristas (EJC), la Convención Israelí de Malabaristas (IJC) y la IJA Festival (IJA). Todas ellas se celebran anualmente.
La BJC se celebra todas las primaveras en Gran Bretaña, la IJC se celebra en Israel durante la Pascua y tanto la IJA como la EJC se celebran en verano, la primera en Estados Unidos y la segunda en Europa.

### Fechas y lugares de celebración de la EJC, IJA, IJC y BJC
| Año  | Convención Británica de Malabaristas | Convención Europea de Malabaristas      | IJA Festival                                 | Convención Israelí de Malabaristas                |
| ---- | ------------------------------------ | --------------------------------------- | -------------------------------------------- | ------------------------------------------------- |
| 2026 |                                      | EJC 48: Ptuj, Eslovenia                 |                                              |                                                   |
| 2025 | BJC 35: Essex                        | EJC 47: Arnhem, Países Bajos            |                                              |                                                   |
| 2024 | BJC 34: Lytham St Annes              | EJC 46: Ovar, Portugal                  |                                              |                                                   |
| 2023 | BJC 33: Ramsgate                     | EJC 45: Lublin, Polonia                 |                                              |                                                   |
| 2022 | BJC 32: Ramsgate                     | EJC 44: Tres Cantos, España             |                                              |                                                   |
| 2021 | BJC 32: Perth                        | EJC 43: Hanko, Finlandia                |                                              |                                                   |
| 2020 |                                      |                                         |                                              |                                                   |
| 2019 |                                      | EJC 42: Newark, Reino Unido             |                                              |                                                   |
| 2018 | BJC 31: Canterbury                   | EJC 41: Azores, Portugal                |                                              |                                                   |
| 2017 | BJC 30: Nottingham                   | EJC 40: Lublin, Polonia                 |                                              |                                                   |
| 2016 | BJC 29: Perth                        | EJC 39: Almere, Países Bajos            |                                              |                                                   |
| 2015 | BJC 28: Darton                       | EJC 38: Brunico, Italia                 |                                              |                                                   |
| 2014 | BJC 27: Darton                       | EJC 37: Millstreet, Irlanda             |                                              |                                                   |
| 2013 | BJC 26: Pickering                    | EJC 36: Toulouse, Francia               |                                              |                                                   |
| 2012 | BJC 25: Southend                     | EJC 35: Lublin, Polonia                 |                                              |                                                   |
| 2011 | BJC 24: Nottingham                   | EJC 34: Múnich, Alemania                | IJA 64: Rochester, Minnesota                 |                                                   |
| 2010 | BJC 23: Huddersfield                 | EJC 33: Joensuu, Finlandia              | IJA 63: Sparks, Nevada                       | IJC 17: Parque nacional de Gan Hashlosha (Sachne) |
| 2009 | BJC 22: Norwich                      | EJC 32: Vitoria, España                 | IJA 62: Winston-Salem, Carolina del Norte    | IJC 16: Parque nacional de Gan HaShlosha (Sachne) |
| 2008 | BJC 21: Doncaster                    | EJC 31: Karlsruhe, Alemania             | IJA 61: Lexington, Kentucky                  | IJC 15: Parque nacional de Gan HaShlosha (Sachne) |
| 2007 | BJC 20: Nottingham                   | EJC 30: Atenas, Grecia                  | IJA 60: Winston-Salem, Carolina del Norte    | IJC 14: Parque nacional de Gan HaShlosha (Sachne) |
| 2006 | BJC 19: Bodmin                       | EJC 29: Millstreet, Irlanda             | IJA 59: Portland, Oregón                     | IJC 13: Parque nacional de Gan HaShlosha (Sachne) |
| 2005 | BJC 18: Perth,                       | EJC 28: Ptuj, Eslovenia                 | IJA 58: Davenport, Iowa                      | IJC 12: Parque nacional de Gan HaShlosha (Sachne) |
| 2004 | BJC 17: Derby                        | EJC 27: Carvin, Francia                 | IJA 57: Buffalo, Nueva York                  | IJC 11: Parque nacional de Gan HaShlosha (Sachne) |
| 2003 | BJC 16: Brighton                     | EJC 26: Svendborg, Dinamarca            | IJA 56: Reno, Nevada                         | IJC 10: Parque nacional de Gan HaShlosha (Sachne) |
| 2002 | BJC 15: Whitstable                   | EJC 25: Bremen, Alemania                | IJA 55: Reading, Pensilvania                 | IJC 9: Parque nacional de Gan HaShlosha (Sachne)  |
| 2001 | BJC 14: Cardiff                      | EJC 24: Schiedam/Róterdam, Países Bajos | IJA 54: Madison, Wisconsin                   | IJC 8: Parque nacional de Gan HaShlosha (Sachne)  |
| 2000 | BJC 13: York                         | EJC 23: Karlsruhe (Alemania)            | IJA 53: Montreal (Canadá)                    | IJC 7: Parque nacional de Gan HaShlosha (Sachne)  |
| 1999 | BJC 12: Durham                       | EJC 22: Grenoble, Francia               | IJA 52: Niagara Falls, Nueva York            | IJC 6: Yafit, Jordan Valley                       |
| 1998 | BJC 11: Bristol                      | EJC 21: Edimburgo (Reino Unido)         | IJA 51: Primm (Nevada, EE. UU.)              | IJC 5: Kibbutz Tuval                              |
| 1997 | BJC 10: Nottingham                   | EJC 20: Turín (Italia)                  | IJA 50: Pittsburgh (Pensilvania, EE. UU.)    | IJC 4: Universidad Hebrea (Jerusalén)             |
| 1996 | BJC 9: Edimburgo                     | EJC 19: Grenoble (Francia)              | IJA 49: Rapid City (Dakota del Sur, EE. UU.) | IJC 3: Hineni Center, Downtown Jerusalén          |
| 1995 | BJC 8: Norwich                       | EJC 18: Gotemburgo, Suiza               | IJA 48: Las Vegas, Nevada                    |                                                   |
| 1994 | BJC 7: Mánchester                    | EJC 17: Hagen, Alemania                 | IJA 47: Burlington, Vermont                  |                                                   |
| 1993 | BJC 6: Birmingham                    | EJC 16: Leeds, UK                       | IJA 46: Fargo, Dakota del Norte              |                                                   |
| 1992 | BJC 5: Coventry                      | EJC 15: Bañolas, España                 | IJA 45: Montreal, Canadá                     |                                                   |
| 1991 | BJC 4: Leeds                         | EJC 14: Verona, Italia                  | IJA 44: San Luis, Misuri                     |                                                   |
| 1990 | BJC 3: Exeter                        | EJC 13: Oldemburgo, Alemania            | IJA 43: Los Ángeles, California              |                                                   |
| 1989 | BJC 2: Bath                          | EJC 12: Maastricht, Países Bajos        | IJA 42: Baltimore, Maryland                  |                                                   |
| 1988 | BJC 1: Londres                       | EJC 11: Bradford (Reino Unido)          | IJA 41: Denver (Colorado, EE. UU.)           | IJC 1: Eilat (Israel)                             |
| 1987 |                                      | EJC 10: Saintes (Francia)               | IJA 40: Akron (Ohio, EE. UU.)                |                                                   |
| 1986 |                                      | EJC 9: Castellar (España)               | IJA 39: San José (California, EE. UU.)       |                                                   |
| 1985 |                                      | EJC 8: Louvain-la-Neuve (Bélgica)       | IJA 38: Atlanta (Georgia, EE. UU.)           |                                                   |
| 1984 |                                      | EJC 7: Fráncfort del Meno (Alemania)    | IJA 37: Las Vegas (Nevada, EE. UU.)          |                                                   |
| 1983 |                                      | EJC 6: Laval, Francia                   | IJA 36: Purchase, Nueva York                 |                                                   |
| 1982 |                                      | EJC 5: Copenhague, Dinamarca            | IJA 35: Santa Bárbara (California)           |                                                   |
| 1981 |                                      | EJC 4: Londres, Reino Unido             | IJA 34: Cleveland, Ohio                      |                                                   |
| 1980 |                                      | EJC 3: Londres, Reino Unido             | IJA 33: Fargo, Dakota del Norte              |                                                   |
| 1979 |                                      | EJC 2: Newport-on-Tay, Reino Unido      | IJA 32: Amherst, Massachusetts               |                                                   |
| 1978 |                                      | EJC 1: Brighton, Reino Unido            | IJA 31: Eugene, Oregón                       |                                                   |
| 1977 |                                      |                                         | IJA 30: Newark, Delaware                     |                                                   |
| 1976 |                                      |                                         | IJA 29: Los Ángeles, California              |                                                   |
| 1975 |                                      |                                         | IJA 28: Youngstown, Ohio                     |                                                   |
| 1974 |                                      |                                         | IJA 27: Sarasota, Florida                    |                                                   |
| 1973 |                                      |                                         | IJA 26: Livingstone, Nueva Jersey            |                                                   |
| 1972 |                                      |                                         | IJA 25: Rocky Hill, Connecticut              |                                                   |
| 1971 |                                      |                                         | IJA 24: Rocky Hill, Connecticut              |                                                   |
| 1970 |                                      |                                         | IJA 23: Los Ángeles, California              |                                                   |
| 1969 |                                      |                                         | IJA 22: Los Ángeles, California              |                                                   |
| 1968 |                                      |                                         | IJA 21: San Mateo, California                |                                                   |
| 1967 |                                      |                                         | IJA 20: Fallsburg, Nueva York                |                                                   |
| 1966 |                                      |                                         | IJA 19: Salem, Massachusetts                 |                                                   |
| 1965 |                                      |                                         | IJA 18: Bronx, Nueva York                    |                                                   |
| 1964 |                                      |                                         | IJA 17: Wheeling, Virginia                   |                                                   |
| 1963 |                                      |                                         | IJA 16: Wickford, Rhode Island               |                                                   |
| 1962 |                                      |                                         | IJA 15: Erie, Pensilvania                    |                                                   |
| 1961 |                                      |                                         | IJA 14: Bristol, Tennessee                   |                                                   |
| 1960 |                                      |                                         | IJA 13: Madison, Wisconsin                   |                                                   |
| 1959 |                                      |                                         | IJA 12: Wickford, Rhode Island               |                                                   |
| 1958 |                                      |                                         | IJA 11: Ashtabula, Ohio                      |                                                   |
| 1957 |                                      |                                         | IJA 10: Chautauqua, Nueva York               |                                                   |
| 1956 |                                      |                                         | IJA 9: Norwalk, Ohio                         |                                                   |
| 1955 |                                      |                                         | IJA 8: Lancaster, Pensilvania                |                                                   |
| 1954 |                                      |                                         | IJA 7: Elkhart, Indiana                      |                                                   |
| 1953 |                                      |                                         | IJA 6: Erie, Pensilvania                     |                                                   |
| 1952 |                                      |                                         | IJA 5: Altoona, Pensilvania                  |                                                   |
| 1951 |                                      |                                         | IJA 4: Williamsport, Nueva York              |                                                   |
| 1950 |                                      |                                         | IJA 3: Jamestown, Nueva York                 |                                                   |
| 1949 |                                      |                                         | IJA 2: Jamestown, Nueva York                 |                                                   |
| 1948 |                                      |                                         | IJA 1: Pittsburgh, Pensilvania               |                                                   |